# Banou Diawara
Banou Diawara (Bobo-Dioulasso, 13 febbraio 1992) è un calciatore burkinabé, attaccante dell'RC Bobo.

## Carriera

### Club
Ha giocato nel campionato burkinabé, ivoriano, algerino e egiziano.

### Nazionale
Ha esordito in Nazionale nel 2015.

## Palmarès

### Club

#### Competizioni nazionali
- 1ère Division: 1

RC Bobo: 2015